# 吉布森港 (印第安納州)
吉布森港（英語：Port Gibson）是位於美国印地安納州吉布森县的一個社區，目前已被廢棄成爲鬼鎮。 

## 历史
1852年，當華巴希和埃里·加奈尔（Wabash and Erie Canal）的土地擴張到這一點時，吉布森港被測量。該地區隨著之後當地鐵路的出現而下降。
同年，吉布森港成立了邮局，之後在1863年停止運作。 